# Tomosvaryella spiculata
Tomosvaryella spiculata är en tvåvingeart som beskrevs av Hardy 1972. Tomosvaryella spiculata ingår i släktet Tomosvaryella och familjen ögonflugor. Inga underarter finns listade i Catalogue of Life.